# Honouliuli National Historic Site
Le Honouliuli National Historic Site est une aire protégée américaine sur Oahu, à Hawaï. Désigné monument national sous le nom de Honouliuli National Monument par le président des États-Unis Barack Obama le 19 février 2015, il est transformé en site historique national en 2019. Il protège un ancien camp d'internement des Nippo-Américains près de Waipahu, inscrit au Registre national des lieux historiques dès le 21 février 2012.